# Die griechischen Handschriften des Neuen Testaments

Einband des Nachdrucks der DDR, 1973

Titelseite des Buches

Die griechischen Handschriften des Neuen Testaments ist ein Werk von Caspar René Gregory aus dem Jahre 1908. Nach dreißigjähriger Arbeit veröffentlichte er darin ein neues Katalogsystem für die griechischen Handschriften des Neuen Testaments. Es wird in der von Kurt Aland erweiterten Form als Nummerierung nach Gregory-Aland noch heute verwendet.

## Motivation
In seiner Einleitung auf den Seiten 1 bis 31 erläutert er die Motivation zum Erstellen dieser Liste. Bereits 1516 hatte Desiderius Erasmus bei der Zusammenstellung seines Novum Instrumentum omne eine Aufstellung verschiedener Manuskripte vorgenommen. Im Laufe der Zeit wurden immer mehr Handschriften verfügbar und eine einheitliche Bezeichnung nötig. Brian Walton und Johann Jakob Wettstein gebrauchten große lateinische Buchstaben. Konstantin von Tischendorf bezeichnete den Codex Sinaiticus mit dem hebräischen Buchstaben א. Entsprechend wurden einige weitere Handschriften mit fortlaufenden hebräischen Buchstaben bezeichnet. Diese Lettern waren zu der Zeit nicht in allen Druckereien vorhanden und bereiten bei der Verwendung in Druckwerken der Forschung und Lehre somit Schwierigkeiten.
Zudem wurde in den bisherigen Katalogen nach dem Inhalt der Manuskripte unterschieden und einzelne Dokumente in verschiedenen Listen mehrfach aufgeführt. So findet sich die Leicester Handschrift (Minuskel 69) in den Evangelien unter 69, in Apostelgeschichte aber unter 31, in den paulinischen Briefen als 37 und in der Offenbarung unter 14. Die 69 hingegen bezeichnete in Apostelgeschichte eine Handschrift in Wolfenbüttel (Minuskel 429), in den paulinischen Briefen eine Handschrift in Wien (Minuskel 421) und für die Offenbarung eine Handschrift in Rom (Minuskel 628).  Das System von Sodens verwendete griechische Buchstaben. Mit dem System von Soden verschwanden zwar jene 4 Listen, wurden aber durch 20 bis 30 neue ersetzt. 
Gregory entschied sich zur Neuerstellung eines einheitlichen Kataloges, der die Arbeit vereinfachen sollte. Dazu schrieb er zahlreiche Gelehrte von internationalem Rang und Namen in der Textkritik an und bat um ihre Zustimmung, Mitarbeit und Vorschläge. Auf den Seiten 10 bis 13 sind jene 35 Fachleute aus Deutschland sowie 61 Gelehrte aus 15 weiteren Ländern aufgeführt. Er änderte einige seiner eigenen Vorstellungen zugunsten der Wünsche der Mehrheit. Eine breite Zustimmung kam nicht nur von der Seite der Textkritik, sondern auch aus dem Lager der übrigen neutestamentlichen Wissenschaftler und von den Anwendern der wissenschaftlichen Textausgaben.

## Einteilung
Mit der neuen Einteilung wird jede Handschrift nur noch einer der folgenden vier Kategorien zugeordnet:
1. Großschriften (Unziale, auch Majuskeln genannt)
2. Papyri
3. Kleinschriften (Minuskeln)
4. Lesebücher (Lektionare)

Zur Zeit der Veröffentlichung waren Gregory 161 Großschriften bekannt. Bei den ersten 45 übernahm er die schon länger gebräuchlichen Siglen, bestehend hauptsächlich aus lateinischen und griechischen Großbuchstaben. Beispiele sind א als Bezeichnung für den Codex Siniatiticus, A für den Codex Alexandrinus oder Gp für den Codex Boernerianus. Die entsprechenden Nummern ließ er frei. Beginnend mit Nummer 046 (für den Codex Vaticanus Graecus 2066) bezeichnete er die Großschriften mit fetten arabischen serifenlosen Ziffern. Zur Unterscheidung von den Minuskeln beginnen die Zahlen stets mit einer Null. Mitte 2012 waren 322 Großschriften bekannt.
Zur Kennzeichnung der Papyri schlägt Gregory die Verwendung eines {\displaystyle {\mathfrak {P}}} in Fraktur vor, gefolgt von einer hochgestellten fortlaufenden Nummer. Alternativ kann auch ein eigentümliches, auffallendes P oder die Silbe Pap verwendet werden. Im Jahre 1908 waren erst 14 Papyri bekannt, es war aber absehbar, dass deren Zahl noch erheblich steigen würde.
Die Kleinschriften sind fortlaufend mit normalen Zahlen durchnummeriert. In Anlehnung an die bisherige Tradition, schon aus der Bezeichnung Rückschlüsse auf den Inhalt haben zu können, werden einige der Nummern durch hochgestellte Kleinbuchstaben erweitert. Es stehen die vier Buchstaben e a p r zur Verfügung. Die passende Zuordnung ist e – Evangelium, a – Apostelgeschichte, p – Paulusbriefe und r – Offenbarung (lat. revelatio). So bezeichnet 131p die Briefe des Paulus in der Minuskelhandschrift 131, die zurzeit in der Bibliothek des Vatikans aufbewahrt wird. Die Zuordnung der Buchstaben war nicht einfach, denn ein o für Offenbarung ist nur im Deutschen offensichtlich, im englischen hätte ein a für Apokalypse wie auch Acts zur Verwirrung geführt. Ein griechisches π hingegen steht sowohl für Apostelgeschichte wie Paulus. Als Ergänzung kann ein c für die Katholischen Briefe verwandt werden. Gregory listet 2292 dieser Handschriften auf, bis Mitte 2012 wurden 2911 Minuskeln katalogisiert.
Die Lesebücher oder Lektionare werden mit dem Sigel ℓ und einer fortlaufenden Nummer bezeichnet. Ebenso kann durch hochgestellte lateinische Buchstaben der Inhalt angegeben werden. Wenn nichts vermerkt ist, sind die Evangelien enthalten. Ein ℓ+a deutet auf Lesestücke auch aus der Apostelgeschichte an, während ℓa nur Lesestücke aus der Apostelgeschichte hat. Letzteres trifft zum Beispiel auf Lektionar 23 zu. Gregory listet 1540 Lesebücher, das Institut für Neutestamentliche Textforschung in Münster hat bis Mitte 2012 2453 Lektionare katalogisiert.

## Verbreitung
Der Katalog wird bis in die heutige Zeit genutzt und fortgeführt. In der DDR wurde 1973 ein unveränderter fotomechanischer Nachdruck der Originalausgabe 1908 nach dem Exemplar der Universitätsbibliothek Leipzig vom Zentralantiquariat der Deutschen Demokratischen Republik erstellt. Den Druck lieferte das Nationale Druckhaus VOB National, 1055 Berlin. Das System Gregorys wird bis heute weitergeführt im Institut für Neutestamentliche Textforschung. Neu hinzugekommenen Handschriften wird hier eine international gültige Nummer zugewiesen.